# Fly on the Wings of Love
Chansons représentant le Danemark au Concours Eurovision de la chanson
This Time I Mean It
(1999) Never Ever Let You Go
(2001)
Chansons ayant remporté le Concours Eurovision de la chanson
 Take Me to Your Heaven
(1999)  Everybody
(2001)
Fly on the Wings of Love (« Vole sur les ailes de l'amour ») est la chanson gagnante du Concours Eurovision de la chanson 2000, interprétée par le duo de chanteurs danois Olsen Brothers représentant le Danemark. 

## À l'Eurovision
Elle est intégralement interprétée en anglais, et non pas en danois, comme le permet la règle depuis 1999.